# La Industrial Harinera
La Industrial Harinera va ser una empresa de Reus, avui desapareguda, dedicada a moldre el gra per convertir-lo en farina. Ramon Amigó explica que era el primer molí fariner de la vila mogut per la força del vapor.

## Història
S'ha conservat molt poca documentació d'aquesta empresa, que tenia l'establiment al barri de l'Isla, al que actualment és el carrer del Molí, que va de la Riera de Miró al carrer dels Banys, travessant el carrer de sant Magí i la plaça del Molí. La inauguració l'any 1856 d'aquesta fàbrica va significar la desaparició dels molins hidràulics anomenats el Molí de Dalt i el Molí Nou, que l'ajuntament de Reus va vendre en subhasta l'any 1861.
Diu Pere Anguera que l'any 1855, quan era alcalde Joan Martell Domènech, l'ajuntament de Reus va signar un contracte amb l'empresa on es destacaven els avantatges que la seva instal·lació portarien a la ciutat. El municipi, per aquest contracte, cedia a l'entitat l'enderroc de diversos edificis al barri de l'Isla, i les despeses corrien a càrrec de l'empresa. Li donava autorització per a construir els pous d'aigua que necessités i li cedia les sobres d'aigua d'una font de tres canals que s'havia de construir al carrer del Roser i en podia fer una d'igual dins del recinte de l'empresa, autoritzant-la a usar l'aigua, encara que la font seria pública. Aquestes cessions eren a perpetuïtat, i a canvi, Pere Sotorra, en nom de la societat, donava 8.000 rals per la canalització del barranc de Calderons i la riera del Picarany. A més, La Industrial Harinera havia de construir una tanca i un bocí de la segona muralla de la població, i conduir l'aigua fins a la font i un abeurador al carrer del Roser, segons les indicacions de l'ajuntament, amb un pressupost màxim de 13.500 rals.
La constitució oficial de l'empresa no es va produir fins a l'any 1857, quan el 26 de gener va ser aprovada per un reial decret. Es va iniciar amb un capital social d'un milió de rals, dividit en dues mil accions de cinc-cents rals de valor nominal. Tenia com a objectiu «reducir a polvo por medio de molino movido a vapor toda clase de trigo, i de perfeccionar otros granos». Volia abastir de farina la ciutat i les viles del voltant, i es va nomenar primer director a Pere Sotorra i secretari a Josep Homdedeu. A la junta hi havia també com a subdirector Joaquim Bartrina Torruella, A. Plana, Joaquim Ardèvol, J. Andreu, E. Camps A. Martorell, E. Espinàs, C. Roig, J. Ortega i S. Pàmies.
L'edifici ocupava uns 35.000 m2 i la mecanització era molt complerta per aquell temps. Es va renovar la maquinària dues vegades, i permetia la producció de 40.000 kg. diaris el 1889 i 70.000 el 1905. Hi treballaven 70 persones. Va estar en actiu al menys fins al 1926.
Actualment del molí no en queda res. Part de les seves instal·lacions les va ocupar durant més de cinquanta anys una empresa dedicada a la distribució de productes industrials anomenada Tella. De l'activitat industrial només en queda un testimoni, l'edifici de les oficines de la fàbrica, aixecat l'any 1884 pel mestre d'obres Pere Taixés. La llicència de l'edificació la va demanar Leopold Suqué, un empresari reusenc directiu de la Industrial Harinera, per aixecar-la al carrer del Molí núm. 17. Actualment aquest edifici és un habitatge que conserva l'estructura d'un palauet clàssic i és un referent de l'arquitectura històrica del barri.